# Ентоні Мусаба
Ентоні Мусаба (нід. Anthony Musaba, нар. 6 грудня 2000, Бенінген) — нідерландський футболіст, нападник французького клубу «Монако», який виступає на умовах оренди за клуб «Геренвен», та молодіжної збірної Нідерландів з футболу.

## Ігрова кар'єра
Народився 6 грудня 2000 року в місті Бенінген. Вихованець юнацьких команд футбольних клубів «Неймеген» і «Вітесс».
У дорослому футболі дебютував 2019 року виступами за головну команду «Неймегена», в якій провів півтора сезони, взявши участь у 28 матчах чемпіонату.
У червні 2020 року юного нападника за орієнтовні 2-2,5 мільйони євро придбав представник французької Ліги 1 «Монако», який уклав з нідерландцем п'ятирічний контракт.
Сезон 2020/21 провів в оренді у бельгійському «Серклі», де був гравцем основного складу, після чого повернувся до «Монако». 

## Статистика виступів

### Статистика клубних виступів
Станом на 14 лютого 2021
| Сезон             | Команда           | Чемпіонат         | Чемпіонат | Чемпіонат | Національний кубок | Національний кубок | Національний кубок | Континентальні кубки | Континентальні кубки | Континентальні кубки | Інші змагання | Інші змагання | Інші змагання | Усього | Усього | Усього |
| Сезон             | Команда           | Ліга              | Ігор      | Голів     | Ліга               | Ігор               | Голів              | Ліга                 | Ігор                 | Голів                | Ліга          | Ігор          | Голів         | Ігор   | Голів  |        |
| ----------------- | ----------------- | ----------------- | --------- | --------- | ------------------ | ------------------ | ------------------ | -------------------- | -------------------- | -------------------- | ------------- | ------------- | ------------- | ------ | ------ | ------ |
| 2018–19           | «Неймеген»        | 1Д                | 3+2       | 0         | КН                 | 0                  | 0                  |                      | -                    | -                    |               | -             | -             | 5      | 0      |        |
| 2019–20           | «Неймеген»        | 1Д                | 25        | 7         | КН                 | 1                  | 2                  |                      | -                    | -                    |               | -             | -             | 26     | 9      |        |
| 2020–21           | «Серкль»          | Л1                | 24        | 6         | КБ                 | 1                  | 0                  |                      | -                    | -                    |               | -             | -             | 25     | 6      |        |
| Усього за кар'єру | Усього за кар'єру | Усього за кар'єру | 54        | 13        |                    | 2                  | 2                  |                      | -                    | -                    |               | 0             | 0             | 56     | 15     |        |